# طريق وادي النطرون - العلمين
طريق وادي النطرون - العلمين هو طريق حر وأحد الطرق الرئيسية في جمهورية مصر العربية يربط بين مدينة وادي النطرون بمحافظة البحيرة ومدينة العلمين بمحافظة مطروح بطول 135 كم. يشمل الطريق 6 حارات مرورية بعرض 28 مترا للاتجاهين.
يتم حالياً توسعة الطريق ليصبح 5 حارات مرورية وإنشاء طريق خدمات خرسانية في الاتجاهين بعدد 3 حارات مرورية، لكل اتجاه بعرض 11.25م بتكلفة إجمالية 2 مليار و208 ملايين جنيه.